# Мухамед Али Џина
Мухамед Али Џина (25. децембар 1876 – 11. септембар 1948) је био адвокат, политичар, и оснивач Пакистана. Џина је био вођа Свеиндијске муслиманске лиге од 1913. све до пакистанке незавиности 14. августа 1947, и први пакистански генерални гувернер од стицања независности па до своје смрти. У Пакистану се поштује као велики вођа и отац нације. Његов дан рођења се слави као национални празник.
Џина је рођен у Карачију и учио је за баристера у Линколнс ину у Лондону. У првим деценијама 20. века растао му је утицај у Индијском националном конгресу. У првим годинама своје политичке каријере, Џина је заступао јединство хиндуса и муслимана и помогао је у дефинисању споразума из Лакнауа из 1916. између Индијског националног конгреса и Свеиндијске муслиманске лиге, странке у којој је Џина такође био истакнути члан. Џина је постао једна од најважнијих личности Савеза за свеиндијску самоуправу и предложио је план о уставној реформи у 14 тачака да би обезбедио политичка права муслимана. Међутим, Џина је 1920. напустио индијски национални конгрес када је он усвојио да следи покрет сатјаграха (ненасилног отпора), који је заступао Махатма Ганди, утицајни вођа Индијског националног конреса.
До 1940. Џина је дошао до закључка да би индијски муслимани требало да имају своју засебну државу. Тих година је Муслиманска лига, предвођена Џином, усвојила Лахорску резолуцију, којом је тражена одвојена држава. Током Другог светског рата, Муслиманска лига је ојачала до су вође Индијског националног конгреса биле у затвору, и на изборима непосредно после рата, Муслиманска лига је освојила највише мандата резервисаних за муслимане. На крају Индијски национални конгрес и Муслиманска лига се нису могли усагласити о начину расподеле власти у једињеној Индији, па су све стране пристале на посебне незавиности за претежно хиндуску Индију и за државу муслиманске већине, која ће добити име Пакистан.
Као први генерални гувернер Пакистана, Џина је радио на успостављању владе и закона нове државе и н помоћи милионима муслиманских миграната који су се доселили из новосоноване Индије у Пакистан након поделе и лично је надгледао оснивање логора за избеглице. Џина је преминуо у 71. години септембра 1948, тек нешто више од годину дана након добијања независности од Британске империје. Иза њега у Пакистану је остало дубоко и поштовано наслеђе, мада се у Индији о њему мисли лошије.

## Младост

### Породица и детињство
Џиново име по рођењу било је Махомедали Џинахбај, и вероватно је рођен 1876. године, од Џинахбаја Пуње и његове супруге Митибај, у изнајмљеном стану на другом спрату Вазирске резиденције у близини Карачија, који се сада налази у Синд, Пакистан, али тада у оквиру Бомбајског председништва у Британској Индији. Џинова породица је била из гуџаратског којског шиизког муслиманског порекла, мада је Џина касније следио учења дванаестерског шиизма. Након његове смрти, његови рођаци и други сведоци тврдили су да је у каснијем животу прешао у сунитску секту ислама. Његова секташка припадност у време смрти била је оспоравана у више судских случајева. Џина је био из богате трговачке позадине. Отац му је био трговац и рођен је у породици ткача текстила у селу Панели у кнежевској држави Гондал (Катијавар, Гујарат); његова мајка је такође била из тог села. Они су се преселили су се у Карачи 1875. године, венчавши се пре њиховог одласка. Карачи је тада уживао економски процват: отварање Суецког канала 1869. године значило је да је 200 бродских миља ближе Европи за бродарњу од Бомбаја. Џина је био друго дете; он је имао је три брата и три сестре, укључујући и млађу сестру Фатиму Џину. Његови родитељи су изворно говорили гуџарати, док су деца такође говорила кучски и енглески језик. Џина није течно говорио гуџарати, свој матерњи језик, нити урду; он је течно говорио енглески језик. Осим Фатиме, мало је познато о његовој браћи и сестрама, где су се настанили или у којој мери су одржавали контакт са својим братом док је напредовао у својој правној и политичкој каријери.
Као дечак, Џина је једно време живео у Бомбају са тетком и могуће је да је тамо похађао основну школу Гокал Дас Теј, касније је студирао у Катедрали и школи Џона Конона. Он је у Карачију похађао Синд Мадресатулски исламски универзитет и средњу школу Хришћанског мисионарског друштва. Он је матурирао на Бомбајском универзитету. У каснијим годинама, а посебно након његове смрти, кружио је велики број прича о дечаштву оснивача Пакистана: говорило се да је сво слободно време проводио на полицијском суду, слушајући поступке, и да је своје књиге читао по светлости уличне расвете због недостатка другог осветљења. Његов званични биограф, Хектор Болито, пишући 1954. године, интервјуисао је његове преживеле познанике из дечачкод доба и добио причу о томе да је млади Џина одговарао другу децу од играња кликерима у прашини, позивајући их да се усправе, држе руке и одећу чистим и да играју крикет уместо тога.

## Наслеђе
Према Мохиудину, „Он је био и наставља да буде једнако почаствован у Пакистану као што је [први председник САД] Џорџ Вашингтон у Сједињеним Америчким Државама ... Пакистан постоји због његове енергичности, упорности и расуђивања ... Џинин значај у стварању Пакистана био је монументалан и немерљив.“ Амерички историчар Стенли Волперт, који је 1998. одржао говор у част Џине, сматрао га је највећим пакистанским вођом. 

## додатно читање
- „Busted: Myths About Quaid-e-Azam Jinnah”. Yasser Latif Hamdani. Naya Duar. 14. 8. 2021.
- „Turkey's Mustafa Kamal vs Pakistan's Muhammed Ali Jinnah: Secularism”. Khan, Umair (historian). Author of SECULAR MUSLIM: Jinnah, His Politics And Pakistan.